# بدر الخليف
بدر الخليف لاعب كرة قدم سعودي ، يلعب مهاجم.

## مسيرة اللاعب
لعب سابقاً لأندية العدالة و النصر في الفئات السنية و بعدها لعب لأندية الجبلين و العروبة و الوشم و البكيرية و الدرع و مضر.

## الحياة الشخصية
هو شقيق اللاعبين هيثم الخليف ومجتبى الخليف.